# Pericalypta biflora
Pericalypta biflora är en akantusväxtart som beskrevs av Raymond Benoist. Pericalypta biflora ingår i släktet Pericalypta och familjen akantusväxter. Inga underarter finns listade i Catalogue of Life.